# Carvajal (Bogotá)
Carvajal es uno de los barrios de Bogotá, ubicado en la localidad de Kennedy. 

## Geografía
Barrio de carácter industrial y residencial, tiene como avenidas principales al oriente la Avenida Boyacá y hacia el noreste la  Avenida Primero de Mayo.

### Límites
| Noroeste: Provivienda Occidental | Norte: Ciudad Kennedy, Hipotecho Occidental | Nordeste: Carvajal Osorio                |
| Oeste: Carimagua                 |                                             | Este: Provivienda y Provivienda Oriental |
| Suroeste: Argelia                | Sur: Nueva York                             | Sureste: Floralia                        |

## Historia
Debe totalmente su nombre a la obra social del padre el Estanislao Carvajal Arbeláez (1925-1978), fundando el barrio a partir de 1951 y su edificación se debe a cargo de la Asociación Provivienda de Trabajadores sobre los terrenos que pertenecían a la hacienda de la Familia Castellanos y estaba situada en cercanías del antiguo Aeropuerto de Techo (Hoy Monumento a las Banderas).

## Sitios de interés
Dentro del barrio hay: 
- La Casa de la Cultura (Antigua Parroquia)
- Parroquia Nueva San Cayetano
- Parque barrial Carvajal

En sus cercanías se encuentra el Centro Comercial Plaza de las Américas y el Parque Mundo Aventura.

## Movilidad
El barrio está conectado por las siguientes avenidas: 
- Carrera 69 B
- Avenida Boyacá
- Avenida Primero de Mayo

### Zonales
Todas disponen de servicios de transporte zonal SITP que conectan las rutas hacia el centro, norte y sur de Bogotá.
- 91,[1] 330[2]
  - Avenida Boyacá El Uval (sur)-La Estrellita (norte) paraderos IED OEA y Hogar San José
  - Avenida Boyacá La Estrellita (norte)- El Uval (sur) paraderos Avenida Primero de Mayo, Parroquia e IED Alfonso López Pumarejo

### Corredor de Transporte Bogotá-Soacha
La ruta de este corredor intermunicipal que corresponde es a la R5 Avenida Boyacá (Autosur-Calle 80 y retorno al municipio) para en este barrio.

### Metro de Bogotá
Próximamente este barrio estará conectado a la estación N°6 Kennedy de la primera línea del Metro, situado en la Avenida Primero de Mayo.